# 14.5 × 114 mm

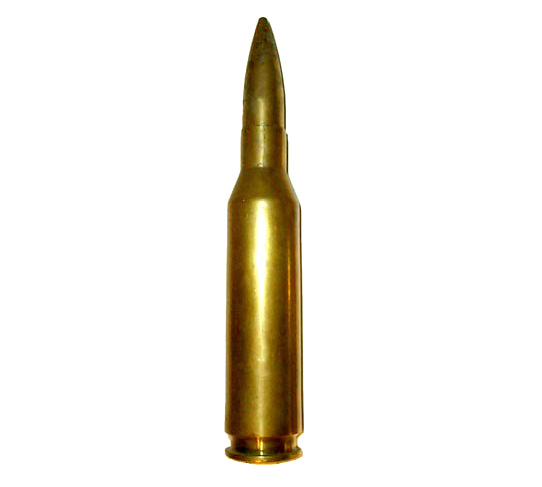
14.5 × 114 mm 탄약통

14.5×114mm (.57 구경)는 소련, 과거의 바르샤바 조약 기구, 현대 러시아 및 다른 나라에서 사용되는 중기관총 및 대물 소총 탄약통이다.
이 탄약은 원래 PTRS 및 PTRD 대전차소총용으로 개발되었으며, 나중에 KPV 중기관총의 기반이 되었다. 이 KPV 중기관총은 ZPU 시리즈 대공포의 기반을 형성했고, BTR-60부터 BTR-80까지의 BTR 시리즈 병력수송장갑차의 주 무장으로도 사용되며, 중량 대물 저격소총에도 사용된다.

## 탄약통 제원
14.5 × 114 mm는 42.53 ml (655 그레인 H2O)의 탄피 용량을 가지고 있다. 탄피의 외형은 극한 조건에서도 볼트액션 소총, 반자동 소총 및 중기관총에서 탄피의 안정적인 급탄 및 배출을 촉진하도록 설계되었다.
14.5 × 114 mm 최대 탄약통 제원. 모든 제원은 밀리미터(mm) 단위이다.
미국인들은 숄더 각도를 알파/2 = 22.5도로 정의한다. 이 탄약통의 일반적인 강선 총열 회전율은 455 mm (17.91인치당 1인치), 8개의 홈, 랜드 직경 = 14.50 mm, 홈 직경 = 14.95 mm이다.
공식 지침에 따르면, 14.5 × 114 mm 탄피는 최대 360 MPa (52,213 psi)의 압전 압력을 처리할 수 있다. C.I.P. 규제 국가에서는 모든 소총-탄약통 조합이 소비자에게 판매되기 전에 이 최대 C.I.P. 압력의 125%로 시험되어야 한다.

## 탄약 종류

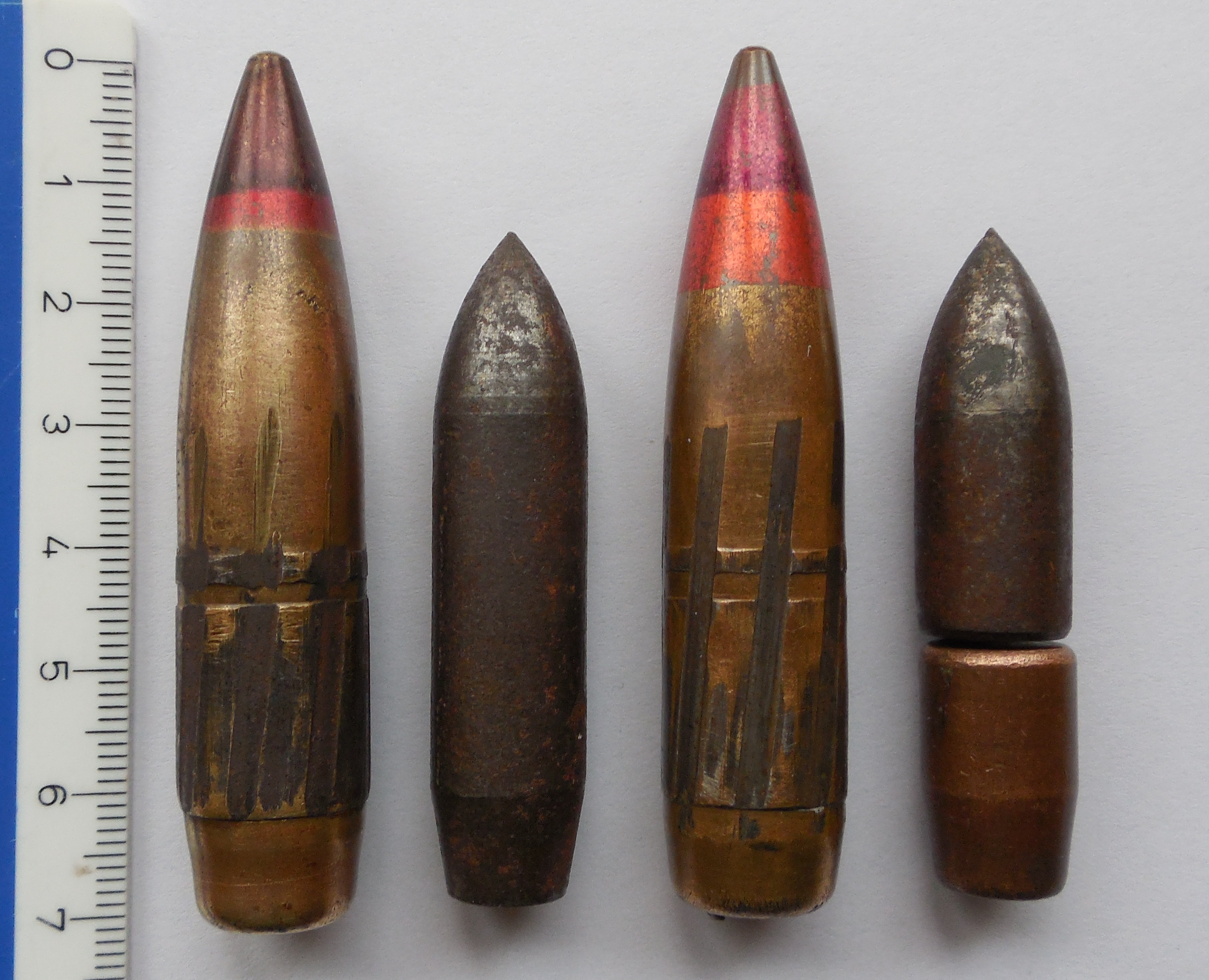
왼쪽은 B-32 API 발사체로, 경화 강철 코어가 옆에 있다. 탄두는 검은색이며 아래에 얇은 빨간색 띠가 있다. 오른쪽은 BZT API-T 발사체로, 짙은 빨간색 탄두와 아래에 넓은 빨간색 띠가 있으며, 경화 강철 코어와 예광컵이 오른쪽에 있다. 두 재킷과 예광컵은 구리 도금된 강철로 만들어졌다. 코어와 재킷 사이에는 납층이 있다.

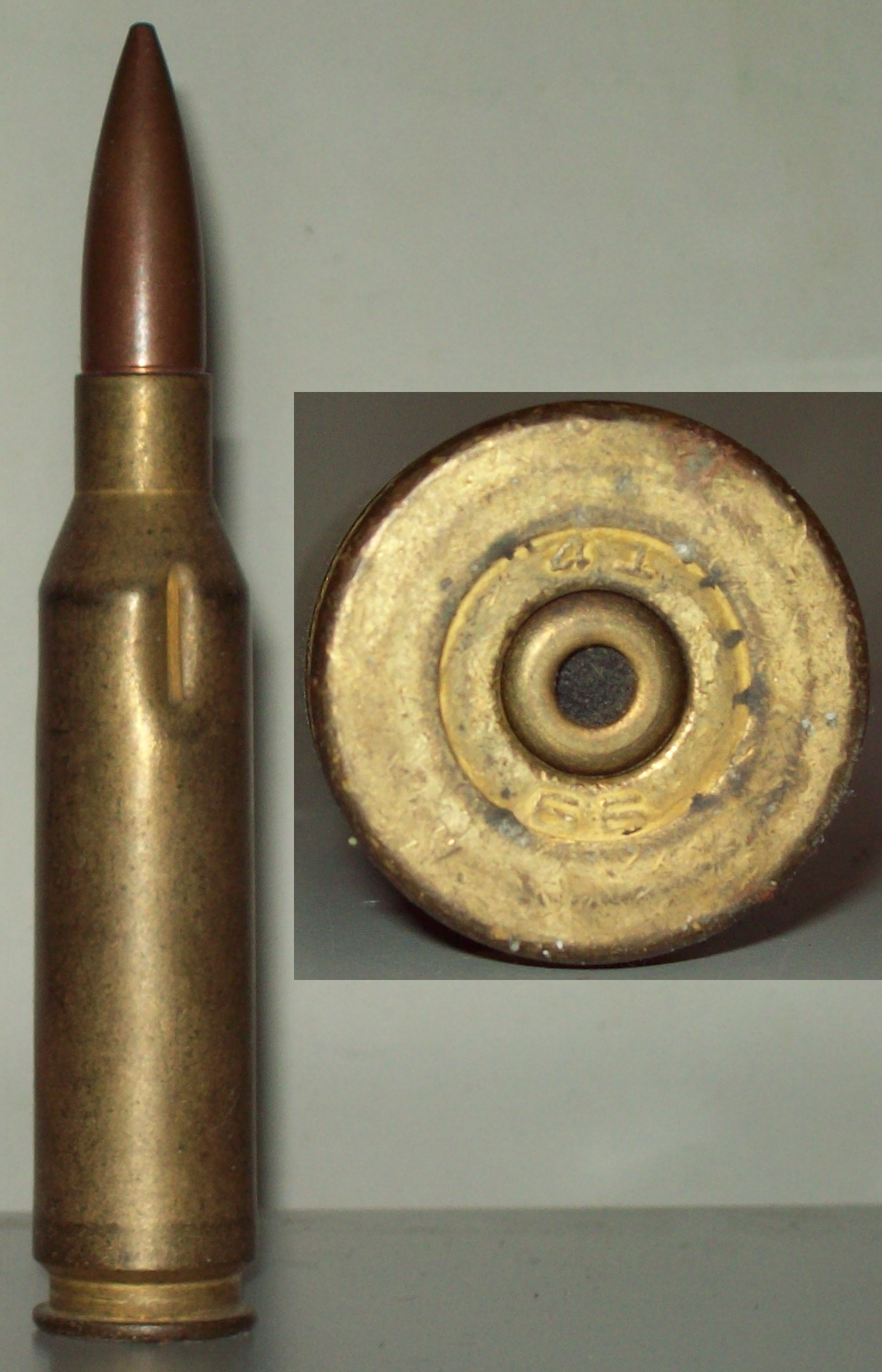
더미 탄

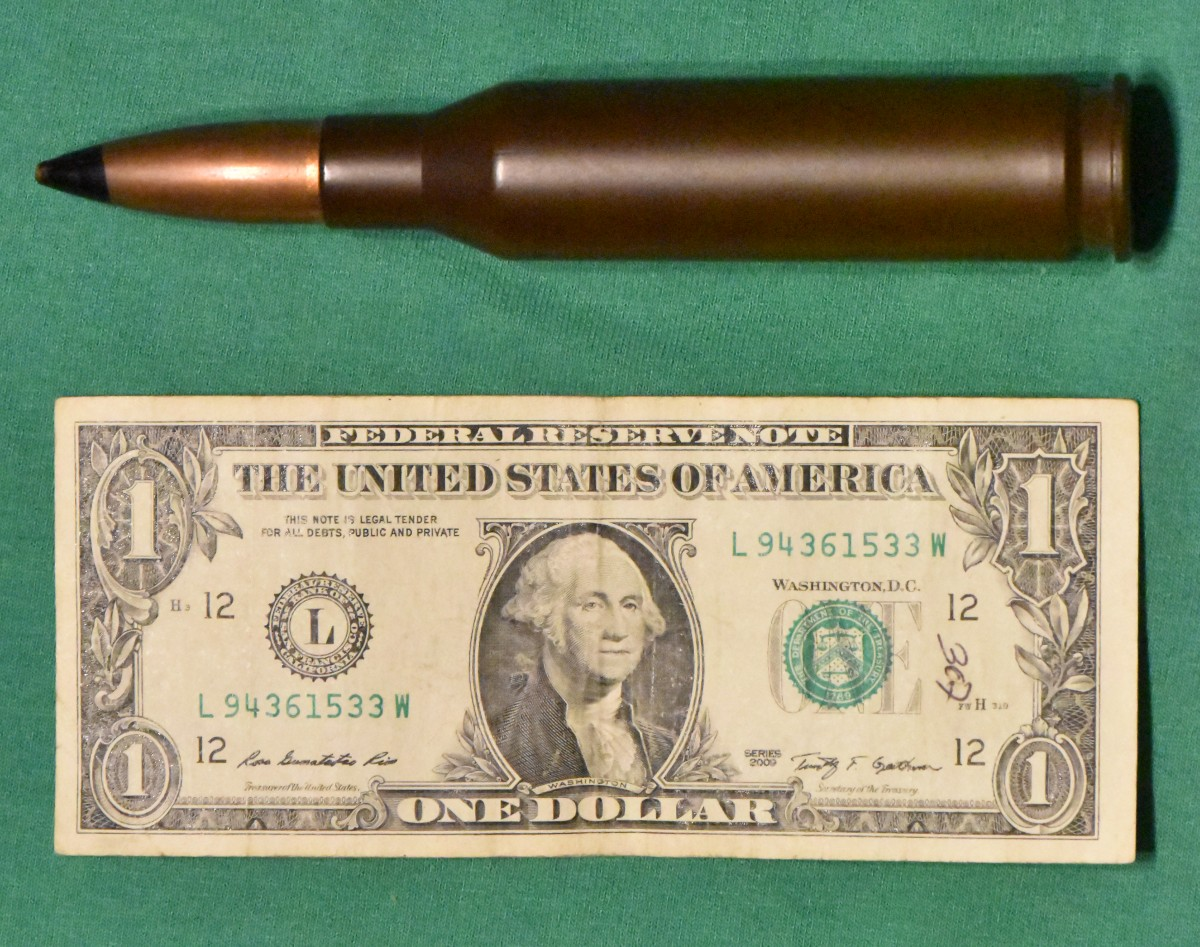
1달러 지폐와 함께 참고용으로 14.5 × 114 탄약

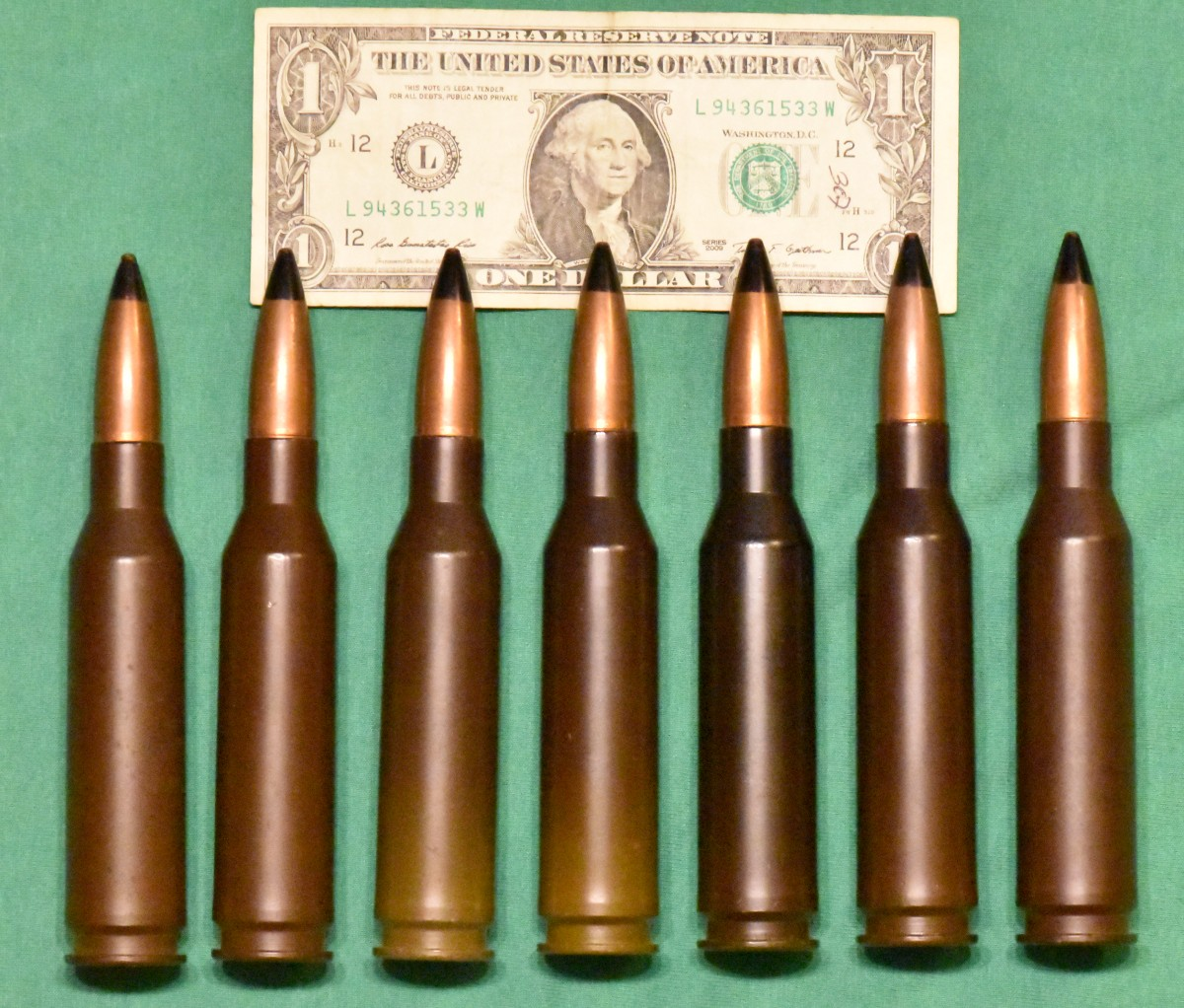
1981년에 생산된 14.5 × 114 탄약 7개와 1달러 지폐

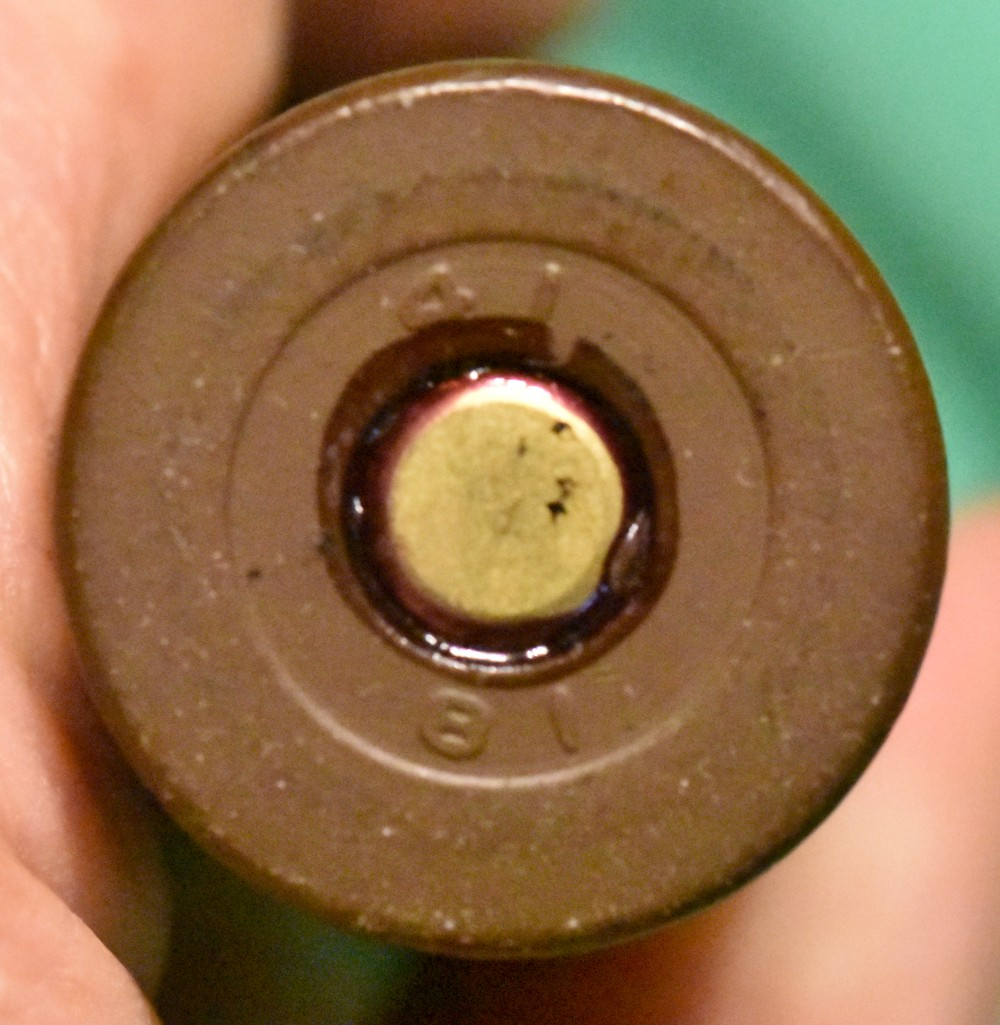
1981년에 생산된 14.5 × 114 소련 탄약 바닥

- BS: 철갑탄 소이탄 원본 대전차탄. 발사체는 64.4 g (2.27 oz)이며 길이는 51 mm (2.0 in)이고, 탄화 텅스텐[1]으로 된 38.7 g (1.37 oz)의 코어와 탄두에 1.8 g (0.063 oz)의 소이 물질이 들어 있다. 전체 탄약은 약 200 g (7.1 oz)이며 길이는 155 mm (6.1 in)이다. 발사체는 약 1,006 m/s (3,300 ft/s)의 포구속도를 가지며, 500 m (1,600 ft) 거리에서 0도 입사각으로 30–32 mm (1.2–1.3 in)의 RHA 강철을 관통하거나, 100 m (330 ft) 거리에서 40 mm (1.6 in)를 관통할 수 있다.[2][3][4]
- B-32: 경화 강철 코어를 가진 철갑 소이탄 FMJ 탄. 발사체 중량은 64 g (2.3 oz)이고 포구속도는 1,006 m/s (3,300 ft/s)이다. 500 m (1,600 ft) 거리에서의 장갑 관통력은 90도에서 32 mm (1.3 in)의 RHA이다.
- BZT: 강철 코어를 가진 철갑 소이 예광탄 FMJ 탄. 발사체 중량은 59.56 g (2.101 oz)이고 포구속도는 1,006 m/s (3,300 ft/s)이다. 예광은 최소 2,000 m (6,600 ft)까지 연소한다.
- MDZ: 즉시 작동하는 고폭 소이탄. 발사체 중량은 59.6 g (2.10 oz)이다.
- ZP: 소이 예광탄

탄약통은 래커 처리된 강철 케이스와 뇌관을 사용한다. 일부 국가에서는 황동 탄피도 사용한다. 추진제는 7개의 튜브가 있는 28.8 g (1.02 oz)의 무연 화약으로 구성되며 "5/7NA 화약"으로 지정된다. 두 가지 다른 버전의 탄두 시리즈가 알려져 있는데, 초기 버전은 보트 테일이 있는 일반적인 탄두 재킷을 가지고 있다. 이들은 상당한 총열 마모를 유발하는 긴 각인 부분을 가지고 있다. 새로운 탄두 유형은 더 작고 둥근 보트 테일이 있는 각인 부분을 가지며 약 1957년부터 사용되었다.
이 탄약통은 불가리아, 중국, 이집트, 헝가리, 이라크, 조선민주주의인민공화국, 폴란드, 루마니아, 러시아, 그리고 과거의 체코슬로바키아에서 제조되었다. 새로운 중국제 철갑탄 유형이 있다:
- DGJ02: APIDS-T 탄약은 45 g (1.6 oz)의 텅스텐 관통자를 사용하며, 사거리 측정을 돕기 위해 이중 색상 예광탄과 함께 이탈식 사봇(미군 SLAP 탄약과 유사)으로 감싸져 있다. 사봇은 총구에서 150 m (490 ft)에서 200 m (660 ft) 사이에 분리되어 관통자를 남긴다. 포구 속도는 1,250 m/s (4,100 ft/s)이며, 1,000 m (3,300 ft) 거리에서 60° 각도로 배치된 20 mm (0.79 in)의 장갑판을 관통할 수 있다고 알려져 있다.
- DGE02: APHEI 탄약은 175 g (6.2 oz)에서 188 g (6.6 oz)의 중량을 가진다. 1,000 m (3,300 ft) 거리에서 30° 각도로 배치된 15 mm (0.59 in)의 장갑판을 90% 확률로 관통할 수 있다고 알려져 있다. 300 m (980 ft) 거리에서 2 mm (0.079 in)의 연강판(항공기 표피를 나타냄)을 관통한 후, 추가로 1.2 mm (0.047 in) 두께의 강철판을 관통하여 20개의 파편을 생성할 수 있다. 폭발 시 75~95개의 소이 조각이 형성되며, 항공유를 발화시킬 확률은 80%이다.

## 탄약이 사용되는 무기
대물 소총
- 안치오 소총
- 카덱스 CDX-X145
- NTW-20
- 게파르드 M-3
- 이스티그랄 IST-14.5
- 맘비-1 AMR
- PDSHP
- PTRS-41 (대전차소총)
- 덱탸료프 대전차소총 (대전차소총)
- 샤헤르[6]
- 스나이펙스 T-렉스
- 스나이펙스 앨리게이터
- 트루벨로 14.5×114mm
- 비드환사크
- 셰르 소총 (자체 제작 대물 소총)[7]

기관총
- 슬로스틴 기관총 (중량형)
- 블라디미로프 대구경 기관총
  - 중국 56식 (KPV) 및 58식 (KPVT) 중기관총
- 02식/QJG-02 중기관총[8]

기타
- ZPU 대공포
- 2Kh35 삽입형 통합 자동장전총[9]

여러 구경에 장착되는 것 외에도, 우크라이나의 호라이즌즈 로드 소총은 자체 특허의 "12.7 × 114 HL" 탄약을 사용하는데, 이는 14.5 × 114 mm 탄피의 넥을 줄여 .50 BMG 탄두를 수용하도록 만든 것이다. 본질적으로 14.5x114mm 탄약은 12.7x114 HL의 모체가 되는 탄약이다.

## 같이 보기
- 12.7×108mm
- 12.7 × 99 mm NATO
- 20 mm 구경
- 23 mm 구경
- 25 mm 구경
- 30 mm 구경

## 추가 자료
- Koll, Christian (2009). 《Soviet Cannon: A Comprehensive Study of Soviet Arms and Ammunition in Calibres 12.7mm to 57mm》. Austria: Koll. 91쪽. ISBN 978-3-200-01445-9. 2009년 10월 19일에 원본 문서에서 보존된 문서. 2009년 11월 21일에 확인함.